# Trifão de Pechenga
São Trifão de Pechenga (em russo:  Преподобный Трифон Печенгский, Кольский; em finlandês:  Pyhittäjä Trifon Petsamolainen (Kuolalainen); em lapão escolto:  Pââʹss Treeffan) (Torzhok, junho de 1495 — Pechenga, 15 de dezembro de 1583) foi um monge e ascético russo da Igreja Católica Ortodoxa na península de Kola e na Lapônia durante o século XVI. Ele é considerado o fundador do Mosteiro de Pechenga e o "Iluminador do povo lapão".

## Vida e obra missionária
Batizado com o nome Mitrofan, ele era filho de um padre da região de Novgorod. Treinado como engenheiro militar, ele resolveu dedicar sua vida a ações apostólicas a proclamar o evangelho aos lapões. Embora ele tenha recebido hostilidade dos pagãos, ele foi eficaz em convencer muitos deles a se converterem ao cristianismo. Sua eficácia é atribuída ao fato de ele ter estudado suas crenças e línguas.
Com a permissão do arcebispo Macário de Novgorod a fundar uma igreja da Anunciação no norte, Mitrofan foi tonsurado a monge com seu nome religioso Trifão e ordenado a hieromonge. Após sua ordenação e tonsura, Trifão tornou-se o líder do Mosteiro de Pechenga nas margens do Rio Pechenga. Ele continuou a espalhar o evangelho aos moradores perto do rio.

## Veneração
São Trifão morreu em 1583 aos 88 anos e é venerado em 15 de dezembro na Igreja Ortodoxa. Marinheiros russos tradicionalmente oram a Trifão quando eles estão em perigo.
São Trifão é relativamente desconhecido nas grandes tradições ortodoxas, mas alcançou e manteve a popularidade entre os cristãos ortodoxos nas regiões da Lapônia. Sua popularidade é frequentemente atribuída às suas hábeis misturas de ortodoxia e práticas pagãs.